# Ichthyotitan severnensis
Ichthyotitan severnensis es la única especie conocida del género extinto Ichthyotitan, un probable shastasáurido ictiosaurio de la formación Westbury Mudstone, del Triásico Superior, hace aproximadamente entre 205 a 202 millones de años (Rhaetiense tardío), de Somerset, Reino Unido. Es conocido por dos huesos suprangulares (parte de la mandíbula). Pudo haber tenido una longitud corporal cercana a los 25 metros, lo que lo convertiría en el reptil marino más grande conocido a la fecha.

## Descubrimiento y denominación

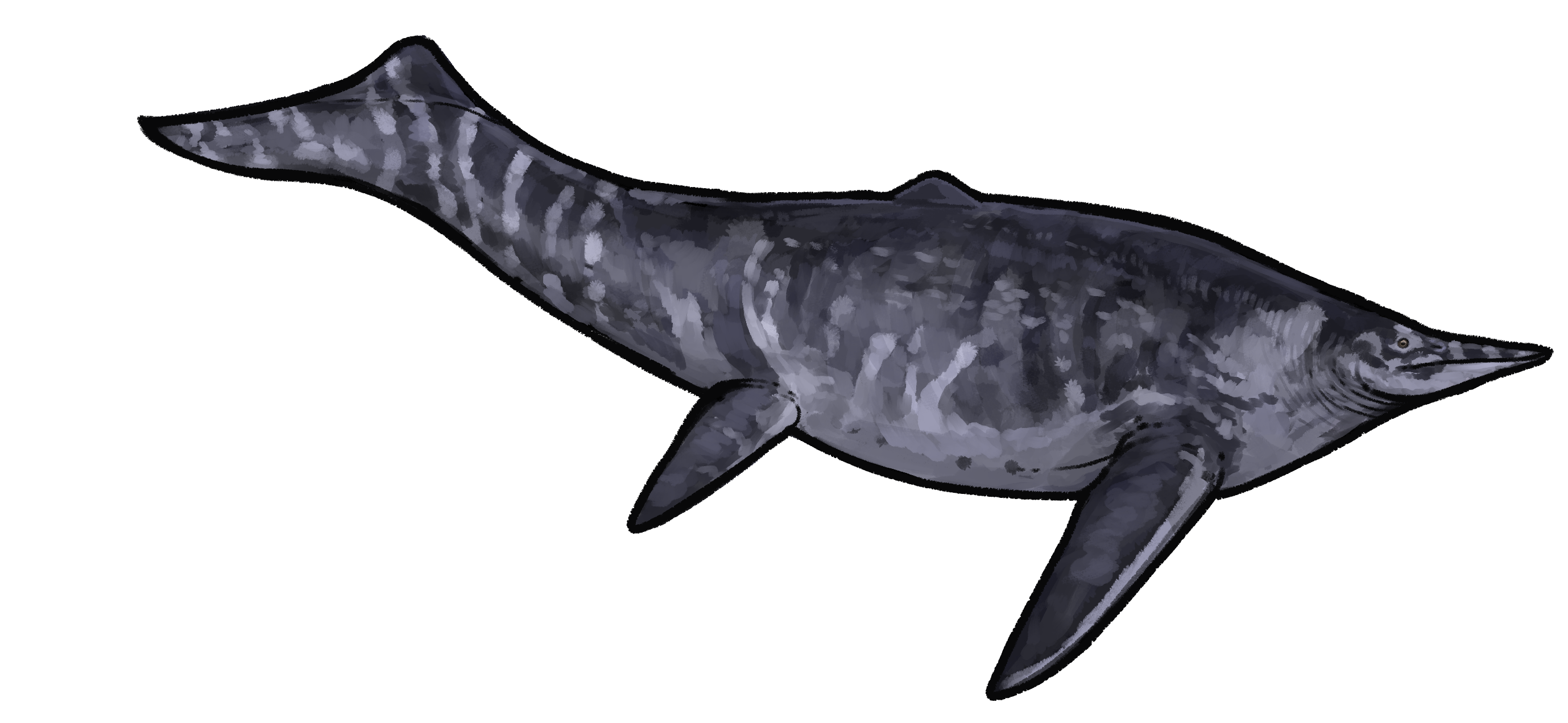
Recreación en vida

El primer espécimen que luego se conocería como Ichthyotitan, BRSMG Cg2488 (el "espécimen de Lilstock"), se encontró en 2016. Consta de un suprangular izquierdo parcial que mide 96 cm de largo. En 2018, Dean Lomax, de la Salle, Judy Massare y Ramues Gallois identificaron el espécimen de Lilstock como perteneciente a un shastasáurido.
El espécimen holotipo, BRSMG Cg3178, fue descubierto entre los sedimentos de la formación Westbury cerca de Blue Anchor en Somerset, Reino Unido. El primer fragmento se encontró en 2020, y expediciones posteriores hasta 2022 revelaron más piezas. El ejemplar está formado por fragmentos de un suprangular derecho: sus características histológicas sugieren que el espécimen todavía estaba creciendo, por lo que era un subadulto o un adulto joven.
En 2024, Lomax et al. describieron a Ichthyotitan severnensis como un nuevo género y especie de un probable ictiosaurio shastasáurido basado en BRSMG Cg3178 y BRSMG Cg2488. El nombre del género, Ichthyotitan, combina una referencia a Ichthyosaurus —cuyo nombre significa "pez lagarto", combinando las palabras griegas "ichthys", que significa "pez", y "sauros", que significa "lagarto", con el sufijo griego "-titan", que significa "gigante". El nombre específico, severnensis, hace referencia al estuario del río Severn cerca de la localidad tipo.
También se han reportado otros restos fragmentarios de ictiosaurios gigantes de edad similar a Ichthyotitan en Alemania (Bonenburg) y Francia (Autun).

## Descripción
Si bien el estado incompleto de sus restos hace difícil determinar el tamaño del animal, era claramente muy grande. Utilizando a Shastasaurus sikanniensis como modelo, los investigadores estimaron que el ictiosaurio medía alrededor de 26 metros (85,3 pies) de largo, casi el tamaño de una ballena azul. Sin embargo, la escala basada en Besanosaurus encontró una estimación de longitud más corta, de 22 metros. El estudio de 2024 que describe al Ichthyotitan proporcionó una estimación de longitud revisada similar de 25 metros, lo que lo convertiría en uno de los reptiles marinos más grandes jamás descritos, si no el más grande.